# Wadowice
Wadowice là một thị trấn thuộc huyện Wadowicki, tỉnh Małopolskie ở nam Ba Lan. Thị trấn có diện tích 11 km². Đến ngày 1 tháng 1 năm 2011, dân số của thị trấn là 19275 người và mật độ 1829 người/km².